# Hotellerie
Die Hotellerie ist zusammen mit der Gastronomie eine der zwei Sparten des Gastgewerbes, die neben Beherbergung auch weitere Dienstleistungen für Gäste gegen Bezahlung anbietet (wie Rezeption, gastronomische und sonstige Leistungen) je nach Art des Beherbergungsbetriebes.
Die Hotellerie ist eines der Standbeine des Tourismus.

## Zum Begriff
Die Hotellerie umfasst:
- das Hotelwesen: Hotels sind gastgewerbliche Einrichtungen, die eine Kombination aus Beherbergung und Verpflegung in größerem Rahmen anbieten
- Pensionen: Hier ist die Rezeption nicht durchgehend besetzt, die Hotellerie findet meist auch in privatem Rahmen statt (Privatquartier), sowie Fremdenheime/Fremdenherbergen und Ferienheim
- Gasthäuser, vorrangige Verpflegungsbetriebe für Laufkundschaft mit nur allfälliger Übernachtungsmöglichkeit für Hausgäste, einschließlich Rasthäusern
- Heime (Beherbergungsbetriebe der Fürsorge): Beherbergung eines bestimmten Klientelkreises, im Unterschied zu den anderen Betrieben bieten Heime wohl Verpflegung, aber kein Service – unter diesen Begriff fasst man auch Schutzhütten/-häuser, während Fremden- und Ferienheime unter den Begriff Pension fallen
- sowie sonstige Betriebsformen des Gastgewerbes, die meist auf grundsätzlich anderer Basis an Angebot funktionieren

Nicht zur Hotellerie gehört die reine Gastronomie, wie Restaurants, Cafés, Imbiss, Kantine, Catering, Betriebsverpflegung usw. (wenn auch viele Hotelleriebetriebe manche dieser Leistungen mit anbieten) und die reine Beherbergung.
Umgangssprachlich und abwertend gemeint wird ein riesiges Hotel mit über 150 Betten auch als Bettenburg bezeichnet.

## Die Hotellerie als Wirtschaftsfaktor

### Schweiz
Die Hotellerie bildet das Rückgrat des schweizerischen Tourismus. Obwohl sich die Bettenzahl in den letzten Jahren nur wenig veränderte, so wurde die Qualität des Beherbergungsangebots stets den sich wandelnden Bedürfnissen angepasst.
Hotelleriesuisse hat für die Definition eines Hotels erweiterte Mindestkriterien auf Einrichtungen und Angebot festgehalten:
- Beherbergung und Aufenthalt
  - mindestens zehn Zimmer
  - fließendes Kalt- und Warmwasser in jedem Zimmer
  - angemessener Standard und Wohnkomfort
  - Dusche oder Bad, Toiletten frei benutzbar
- Verpflegung
  - Mindestens das Frühstück muss der Gast im Haus einnehmen können.

Die Schweizer Hotellerie verfügt über 5.600 Hotelbetriebe mit 258.700 Betten in 140.500 Zimmern. Zum Vergleich: London hat bei größerer Einwohnerzahl als die Schweiz nur knapp 200.000 Betten, die Schweiz hat auf den Einwohner bezogen also eine sehr hohe Bettendichte, wenngleich bei sinkender Tendenz. Zudem werden kleine Betriebe zunehmend von großen verdrängt. Die Hotellerie ist eine typische KMU-Branche. Von den Hotelbetrieben haben 73,1 % weniger als 50 Betten und 62,8 % weniger als 20 Zimmer. Weiter ist festzustellen, dass der Komfort in den Hotels laufend verbessert wird. 2003 gab es von den 140.500 Zimmern in der Schweiz 123.600 mit Dusche oder Bad im Zimmer und 14.800 Zimmer nur mit fließend Wasser. Nur gerade etwas über 2.000 Zimmer verfügen über kein fließendes Wasser im Zimmer. Hotelgäste kommen mehrheitlich aus dem Ausland, somit ist die Hotellerie eine Branche mit indirektem Export.
Diese Tatsache wird hauptsächlich als Argument für einen Sondersatz bei der Umsatzsteuer (Mehrwertsteuer) verwendet. Die Bergkurorte haben den größten Anteil am Gesamtumsatz der Branche, wobei die Stadthotellerie die bessere Auslastung ihrer Zimmer und Betten aufweist. Von den zwölf touristischen Regionen in der Schweiz steht die Region Graubünden an der Spitze. Die Sommersaison lockt rund 10 % mehr Gäste in die Schweiz als das Winterhalbjahr.
Die Schweizer Hotellerie erwirtschaftet im Jahr einen Umsatz von rund CHF 8,5 Mrd., davon entfallen etwa 41,5 % auf das reine Übernachtungsgeschäft. Die Hotellerie ist eine dienstleistungsintensive Branche und es werden im Jahr ungefähr CHF 3,5 Mrd. an Löhnen ausbezahlt.
Seit der COVID-19-Pandemie leidet die Schweizer Hotellerie wegen ausbleibenden Gästen. Hingegen konnten andere Angebote einen starken Zuwachs verzeichnen.